# Veepee (Suisse)
Veepee (anciennement eboutic.ch) est un site suisse de commerce en ligne, spécialisé dans la vente évènementielle. Son activité est uniquement réalisée en Suisse, depuis octobre 2007. Ses bureaux sont situés à Lausanne, dans le canton de Vaud, et son entrepôt est à Monthey, dans le canton du Valais. L'entreprise emploie actuellement une dizaine de collaborateurs répartis entre les deux sites.

## Histoire

### Les débuts d'eboutic.ch
L’entreprise a été fondée par Arthur Dauchez et Laure De Gennes, en s’inspirant du business modèle du site français vente-privée.com.
Ils ont donc importé et appliqué le concept des ventes privées au marché suisse, car aucun site ne proposait, en ce temps-là, de grandes marques à des prix réduits. Début octobre 2007, eboutic.ch est en ligne et devient le premier site de ventes privées actif en Suisse. Le succès est immédiat et le site grandit d’année en année.

### eboutic.ch et le Groupe Maus
En juillet 2011, le groupe genevois Maus Frères, propriétaire entre autres des grands magasins bâlois Manor ainsi que des enseignes Jumbo et Athleticum, prend une participation à hauteur de 70% dans eboutic.ch SA, afin d’étendre les activités du site en ligne. Les deux fondateurs conservent 30% du capital-actions ainsi que leur autonomie en matière de gestion de la société, ceci dans l'optique de continuer à développer l’entreprise de manière pérenne.
En 2012, eboutic.ch décide de se diversifier en créant une plateforme spécialisée dans les voyages, gérée par des spécialistes du domaine, nommée « etravel.ch ». Celui-ci propose uniquement des offres de voyages et de loisirs, aux quatre coins du monde, à des prix réduits. En 2014, etravel.ch est ramenée sous le nom d'eboutic.ch, afin d'avoir tout sous une même enseigne.

### eboutic.ch et Vente-Privée.com
Le 14 avril 2016, le groupe parisien vente-privée.com annonce l’acquisition d’une participation de 51% au capital-actions d’eBoutic.ch SA,, afin d’accélérer sa croissance et de pouvoir toucher un nouveau marché. Par la même occasion, le groupe communique également au sujet de son rachat de la plateforme de ventes en ligne Privalia Venta Directa, fondée en 2006 en Espagne, et actuellement active sur les marchés italien, espagnol, brésilien et mexicain.
vente-privée.com a acquis une participation dans eboutic.ch dans le cadre de sa stratégie de renforcement de positionnement du groupe au niveau européen.
En janvier 2019, eboutic.ch devient Veepee. Le groupe international Veepee a comme objectif de poursuivre son développement. L'entreprise est désormais co-dirigée par Cyril Suzat et Andrea Scarano.